# Angiogenes
Angiogenes (av grekiska αγγείον angeion, "blodkärl" och γενεσις genesis, "födelse") är den process i kroppen som leder till nybildning av blodkärl från befintliga blodkärl. Angiogenes sker genom tillväxt av de minsta blodkärlen tex. vid träning, vid sårläkning och i endometriet (livmoderslemhinnan). Angiogenes förekommer även vid inflammationer och när fostret växer under graviditeten. 
Angiogenes förekommer också i flera olika sjukdomstillstånd, som ateroskleros och psoriasis. Angiogenes är även essentiell för tillväxt och spridning av elakartade tumörer, vilket gör att utvecklandet av angiogeneshämmare har varit en hoppingivande behandlingsmetod för att stävja spridningen av olika former av elakartad cancer. Tidiga tester av substanserna har i kliniska studier inte utvecklats så lovande som man hoppades.
Angiogenes aktiveras vid utsöndringen av olika tillväxtfaktorer, där VEGF (vascular endothelial growth factor) och BFGF (basic fibroblast growth factor) är de mest kända. Utsöndringen av tillväxtfaktorer stimulerar i sin tur endotelcellerna att invadera omgivande vävnad och dela sig för att bilda nya blodkärl. För att kunna invadera omgivande vävnad utsöndrar endotelcellerna enzymer som heter MMP (matrixmetalloproteaser), vilka har kapaciteten att bryta ner bindväv. På så sätt bryts den omgivande vävnaden ner och tillåter invasion av endotelceller med det påföljande nybildandet av kärl.
Det finns fyra olika mekanismer bakom angiogenes hos vuxna: "sprouting" det vill säga avknoppning från existerande kärl, intussusception som innebär att kärllumen delar sig invändigt i två håligheter, kärlförlängning och inkorporation av cirkulerande endotel-progenitor-celler från cirkulationssystemet.